# 名古屋朧塔大廈

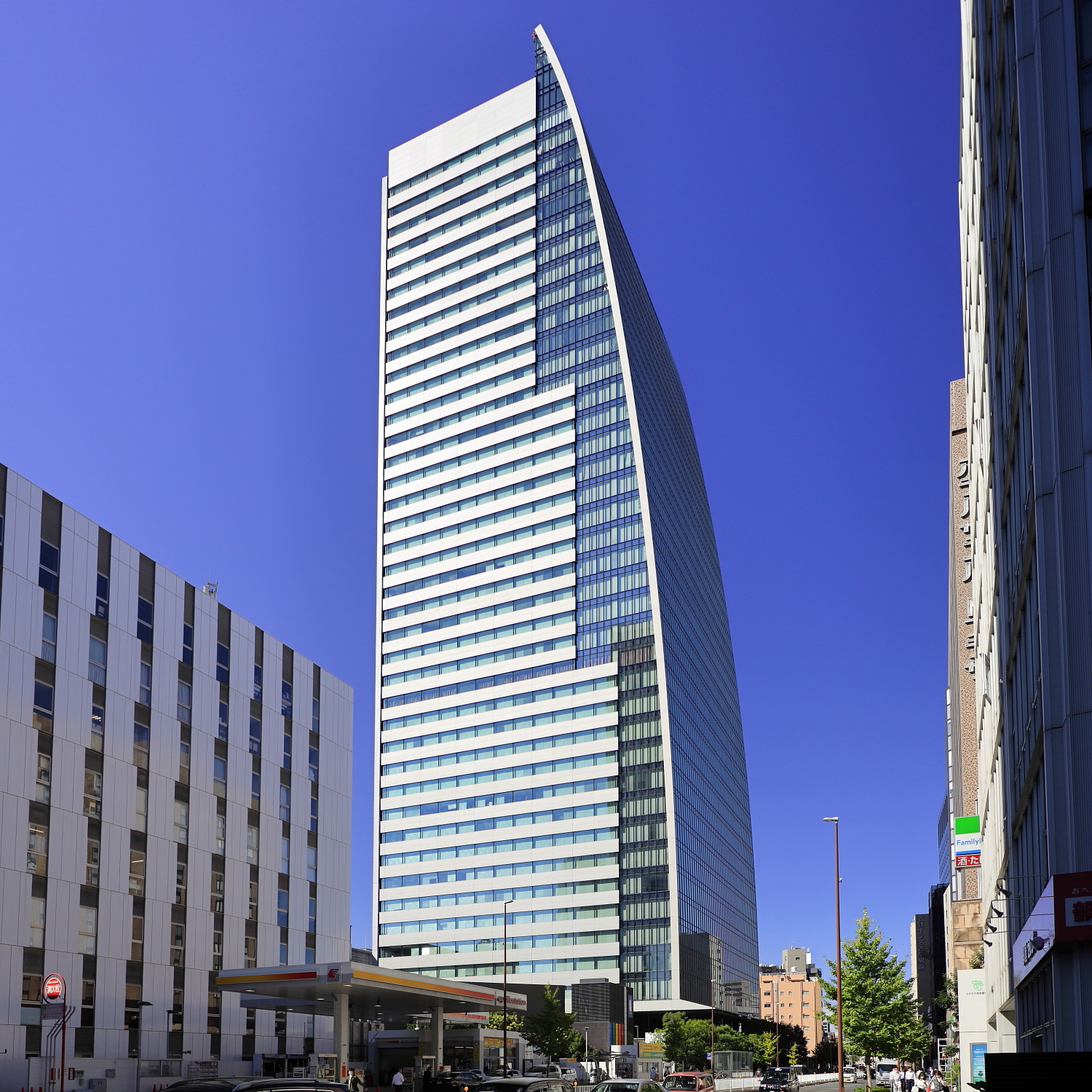

名古屋朧塔大廈（日语：名古屋ルーセントタワー）是位於日本愛知縣名古屋市西區的一座辦公樓兼商業設施。這座建築距名古屋市營地下鐵東山線名古屋站徒步約5分。建築在2001年6月開工，2007年1月開業。

## 外部連結
- 名古屋ルーセントタワー （页面存档备份，存于）（日語）
- ルーセント・ウェルネスセンター （页面存档备份，存于）（日語）